# Hosea Williams
 (avril 2016).
Si vous disposez d'ouvrages ou d'articles de référence ou si vous connaissez des sites web de qualité traitant du thème abordé ici, merci de compléter l'article en donnant les références utiles à sa vérifiabilité et en les liant à la section « Notes et références ».
Hosea Lorenzo Williams (5 janvier 1926 - 16 novembre 2000) est un pasteur et militant des droits civiques américain.
Membre du premier cercle de Martin Luther King Jr, il est considéré comme l'un de ses principaux lieutenants, chargé de la mobilisation non violente lors de nombreuses opérations. Il fut un des dirigeants de la SCLC, l’organisation dirigée par Martin Luther King.
Il est notamment célèbre pour avoir participé à la première marche de Selma à Montgomery le 7 mars 1965, partageant le premier rang avec John Lewis, accompagnés par 600 marcheurs. Attaqués par la police et des milices suprémacistes à la sortie du Pont Edmund Pettus à Selma, il fait partie des près de 70 blessés de ce qui sera qualifié de Bloody Sunday par la presse.
Décédé le 16 novembre 2000, il est inhumé après un service funèbre en l'Ebenezer Baptist Church, où Martin Luther King avait prêché.